# 名古屋市立高田小学校
名古屋市立高田小学校（なごやしりつ たかだしょうがっこう）は、名古屋市瑞穂区宝田町にある公立小学校。

## 歴史
1927年（昭和2年）6月15日、瑞穂尋常高等小学校の児童数増加により分離し、高田尋常高等小学校として成立する。独立時には既に尋常科に限っても1,663人の児童が在籍しており、26学級が編成されるほどの規模を誇り、2階建ての木造校舎に収容されていたという。その後も児童数は増加の一途を辿り、創立4年後の1931年（昭和6年）には御劔尋常小学校が独立し、その一部の児童を収容することとなった。
それでも過密状態は是正されず、1935年（昭和10年）2月に堀田尋常小学校が設立されている。
戦時体制下には高田国民学校と称していたが、1945年（昭和20年）5月17日の名古屋大空襲において校舎全焼の憂き目に遭っている。この空襲により、高田連区（学区）内では死者8名、重軽傷者28名、罹災者は2,536名に及ぶ被害を出している。
児童については、412人が三重県三重郡菰野町に集団疎開をしていた。

### 児童数の変遷
『愛知県小中学校誌』（2018年）によると、児童数の変遷は以下の通りである。
| 1947年（昭和22年） | 1262人 |  |
| 1957年（昭和32年） | 1515人 |  |
| 1967年（昭和42年） | 1060人 |  |
| 1977年（昭和52年） | 809人  |  |
| 1987年（昭和62年） | 627人  |  |
| 1997年（平成9年）  | 386人  |  |
| 2007年（平成19年） | 297人  |  |
| 2017年（平成29年） | 320人  |  |

## 通学区域
所管する名古屋市教育委員会は、2018年（平成30年）9月1日現在、瑞穂区のうち、牛巻町・春敲町・大喜新町1丁目・大喜新町3～4丁目・直来町・平郷町・宝田町・堀田通4～6丁目・豆田町の全域および北原町1丁目・薩摩町1丁目・新開町・大喜新町2丁目・西ノ割町1丁目・二野町・本願寺町1丁目の各一部を通学区域として指定している。
また、卒業後の進学先は名古屋市立瑞穂ヶ丘中学校となっている。
創立時の通学区域は、南区（当時）瑞穂町字上高田・字下高田・字南井戸田・字大喜・字池下・字中山および熱田東町を範囲としていたが、後年の学区分割により高田学区のほか、御劔・汐路・堀田の各小学校区となっている。また、学校名の由来ともなった高田の地は、汐路小学校区に含まれている。

## 交通アクセス
- 名古屋市営バス牛巻停留所が最寄りバス停である[WEB 1]。

### WEB
1. 1 2  名古屋市役所教育委員会事務局総務部企画経理課企画統計係 (2018年9月18日). “瑞穂区の小・中学校一覧”.   名古屋市. 2018年11月14日閲覧。
2. ↑  名古屋市教育委員会事務局総務部教育環境計画室計画係 (2018年9月1日). “名古屋市立小・中学校の通学区域一覧（瑞穂区）” (PDF).   名古屋市. 2018年11月15日閲覧。
3. ↑  名古屋市教育委員会事務局総務部教育環境計画室計画係 (2018年4月1日). “名古屋市立中学校区一覧（小→中）” (PDF).   名古屋市. 2018年11月14日閲覧。
4. 1 2  “学校紹介”.   名古屋市立高田小学校. 2018年11月27日閲覧。

### 書籍
1. ↑  瑞穂区制施行50周年記念事業実行委員会 1994, p. 547.
2. 1 2 3  瑞穂区制施行50周年記念事業実行委員会 1994, p. 302.
3. ↑  瑞穂区制施行50周年記念事業実行委員会 1994, p. 323.
4. ↑  瑞穂区制施行50周年記念事業実行委員会 1994, p. 322.
5. ↑  瑞穂区制施行50周年記念事業実行委員会 1994, p. 330.
6. ↑  六三制教育七十周年記念 愛知県小中学校誌 合同記念誌編集特別委員会 2018, p. 215.